# Franc Robič
Franc Robič (21. dubna 1841 Limbuš – 29. srpna 1913 Maribor) byl rakouský politik slovinské národnosti, v závěru 19. století a počátkem 20. století poslanec Říšské rady.

## Biografie
Byl učitelem na obecných školách, později od roku 1872 působil na mariborském učitelském ústavu. Byl školským inspektorem v mariborském okrese.
V 90. letech 19. století se zapojil i do celostátní politiky. Ve volbách do Říšské rady roku 1891 získal mandát za kurii venkovských obcí, obvod Maribor, Slovenske Konjice atd. Za týž obvod byl zvolen i ve volbách do Říšské rady roku 1897 a volbách do Říšské rady roku 1901. K roku 1897 se profesně uvádí jako majitel nemovitostí a člen zemského výboru. Ve volbách do Říšské rady roku 1907 ho porazil kandidát Národní strany Vinko Ježovnik.
Od roku 1890 trvale až do své smrti roku 1913 působil coby poslanec Štýrského zemského sněmu, přičemž od roku 1897 se jako první etnický Slovinec stal i členem zemského výboru. Byl konzervativně orientován. Od roku 1907 byl členem katolického Slovinského zemědělského svazu. V letech 1909–1912 patřil mezi hlavní iniciátory slovinských obstrukcí v štýrském zemském sněmu.